# Ударниковське сільське поселення
Ударниковське сільське поселення — муніципальне утворення у Красносулинському районі Ростовської області. 
Адміністративний центр поселення — селище Пригородний.
Населення - 2481 осіб (2010 рік).

## Географія
Ударниковське сільське поселення розташоване на північ міста Красний Сулин у долині лівої притоки Кундрючої річки Гнилуша й її лівої притоки Мала Гнилуша.

## Історія
Назва сільчького поселення походить від Ударниковської сільської ради, що була названа за радянською назвою пригородного - селища радгоспу Ударник.

## Адміністративний устрій
До складу Ударниковського сільського поселення входять:
- селище Пригородний - 884 особи (2010 рік),
- селище Октябрський - 221 особа (2010 рік),
- селище Первомайський - 381 особа (2010 рік),
- селище Черевково - 995 осіб (2010 рік).